# 蘭雪軒杯全国女子囲碁大会
蘭雪軒杯全国女子囲碁大会（なんそろんはい ぜんこくじょしいごたいかい、난설헌배 전국 여자바둑대회）は韓国の囲碁の女流棋戦。李氏朝鮮時代の詩人である許蘭雪軒の故郷江陵市で、2021年から開催。許蘭雪軒は囲碁に関わる詩も残している。プロ部門の個人トーナメント戦と、アマチュア女性選手による団体戦が行われる。
- 主催 韓国棋院、(3回-)韓国女性囲碁連盟
- 後援 江原道、江陵市、江陵市議会、江陵市体育会
- 優勝賞金（プロ部門） (1-2回)1500万ウォン、(3回)2000万ウォン、(4回)5000万ウォン

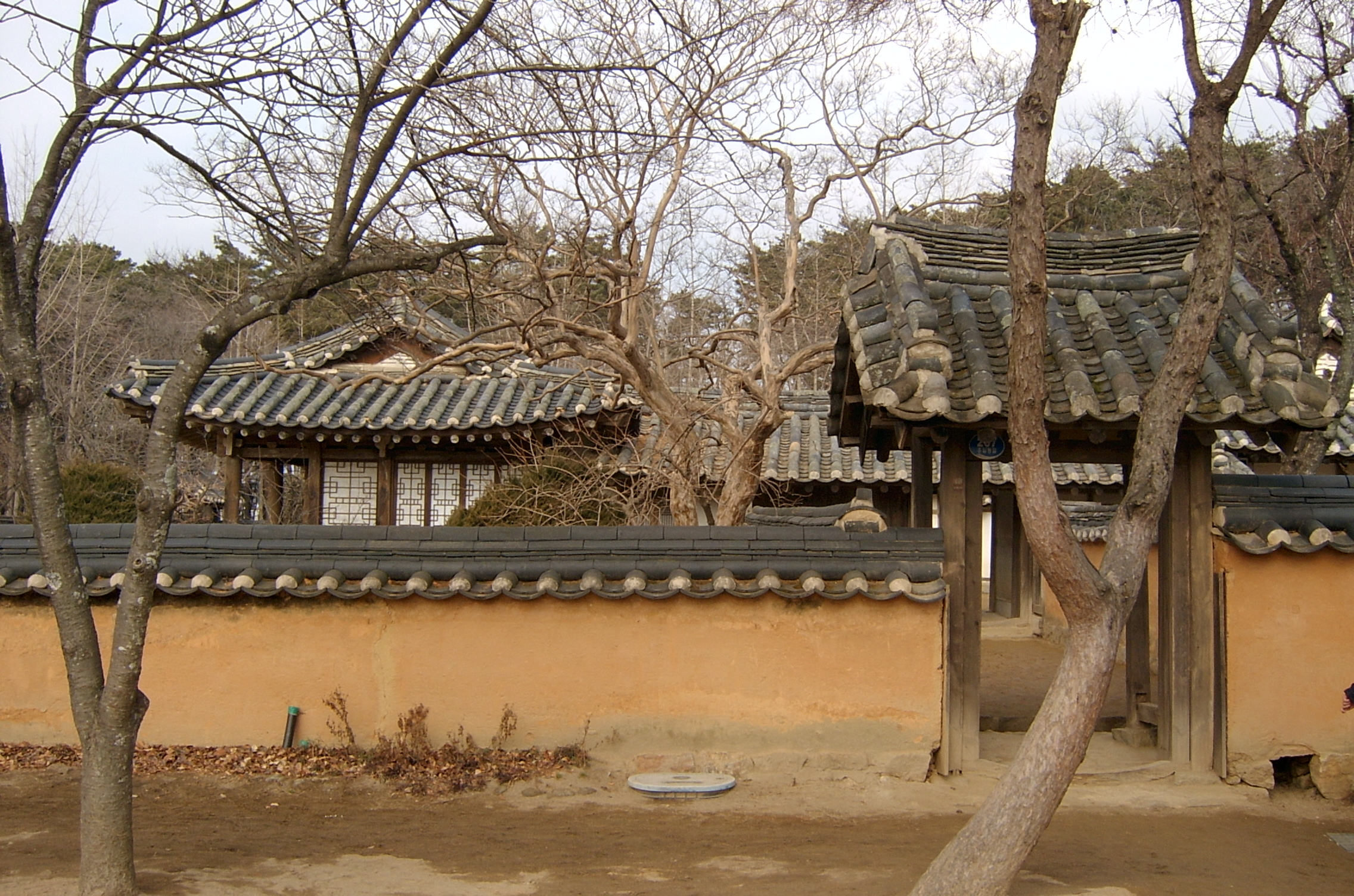
江陵市に残る許蘭雪軒の生家

## 方式
プロ部門
- 参加棋士は、1-2回は、予選通過者6名と、棋士ランキングによるシード1名、スポンサーによるシード1名の、計8名。
- 持時間は、1-2回は各20分、40秒の秒読み5回。第3回からはフィッシャー方式20分、追加時間20秒

アマチュア部門
- 韓国女性囲碁連盟の支部所属会員が、5人1チームで8チームが参加し、スイス式トーナメントで行われた。また2人ペアによるペア碁戦が4チームが参加して行われた。

## 結果

### 歴代優勝者と決勝戦（プロ部門）
（左が優勝者）
- 第1期 2021年 曺承亜 - 鄭有珍
- 第2期 2022年 金恩持 - 金侖映
- 第3回 2023年 金恩持 - 金彩瑛
- 第4回 2024年 金恩持 2-0 許瑞玹

### 第1期
2021年12月18-19日に実施。
- 1回戦 曺承亞 - 李玟眞、朴志娟 - 朴昭律、鄭有珍 - 呉侑珍、金彩瑛 - 金京垠
- 準決勝 曺承亜 - 朴志娟、鄭有珍 - 金彩瑛
- 決勝戦 曺承亜 - 鄭有珍

### 第2期
2022年12月3-4日に実施。
- 1回戦 金恩持 - 李裕眞、呉侑珍 - 金京垠、金侖映 - 鄭有珍、金珉舒 - 曺承亜
- 準決勝 金恩持 - 呉侑珍、金侖映 - 金珉舒
- 決勝戦 金恩持 - 金侖映

### 第3回
2023年11月11-12に開催。出場者は予選通過者8名とシード4名の計12名。
- 1回戦 金恵敏 - 金多瑛、金京垠 - 朴昭律、金彩瑛 - 姜多情、呉侑珍 - 許瑞玹
- 2回戦 金恩持 - 金恵敏、曺承亜 - 金京垠、金彩瑛 - 李娜炅、呉侑珍 - 金伸英
- 準決勝 金恩持 - 曺承亜、金彩瑛 - 呉侑珍
- 決勝戦 金恩持 - 金彩瑛

### 第4回
2024年10月4-6に開催。出場者は予選通過者11名とシード5名の計16名。決勝戦は三番勝負。
- 1回戦 金恩持 - 朴昭律、金京垠 - 朴泰姬、曺承亜 - 金惠敏、金彩瑛 - 金珉舒、許瑞玹 - 李슬주、呉侑珍 - 高미소、崔精 - 金多瑛、崔序妃 - 仲邑菫
- 2回戦 金恩持 - 金京垠、曺承亜 - 金彩瑛、許瑞玹 - 呉侑珍、崔精 - 崔序妃
- 準決勝 金恩持 - 曺承亜、許瑞玹 - 崔精
- 決勝戦 金恩持 2-0 許瑞玹